# Safia Farkaš
Safia Farkaš Kaddáfíová (arabsky صفية فركاش القذافي‎; * 2. května 1952) je libyjská podnikatelka a vdova po svrženém vůdci Muammaru Kaddáfím.

## Život
S Kaddáfím se seznámila, když byl hospitalizován se zánětem slepého střeva v nemocnici, kde ona pracovala jako zdravotní sestra. Vzali se poté, co se Kaddáfí roku 1970 rozvedl se svou první manželkou. Měli spolu sedm dětí:
- Sajf al-Islám Kaddáfí (*1972)
- Al-Sádí Kaddáfí (*1973)
- Musstasim Kaddáfí (1974-2011)
- Ajša Kaddáfíová (*1976)
- Hannibal Kaddáfí (*1976)
- Sajf al-Arab Kaddafí (1982-2011)
- Chámis Kaddáfí (1983-2011)

Po občanské válce, smrti manžela a zhroucení jeho režimu uprchla do Tuniska a později do Ománu, kde získala politický azyl. V roce 2016 se u soudu na Maltě domáhala vydání majetku po manželovi v hodnotě 90 milionů eur.